# Ляховицы
Ляховицы — село в Суздальском районе Владимирской области России, входит в состав Селецкого сельского поселения.

## География
Село расположено на автодороге Камешково — Суздаль в 10 км на восток от райцентра города Суздаль.

## История
До 1863 года Ляховицы были деревней. Церковь однопрестольная в честь святых благоверных князей Бориса и Глеба была построена в 1863 году усердием прихожан. Зданием каменная; к ней в 1871 году пристроена теплая трапеза, каменная же, с престолом в честь иконы Казанской Божией Матери. В 1875 году усердием крестьян деревни Андрейцевой в трапезе устроен придел в честь Архистратига Михаила. Колокольня каменная. В 1896 году приход: село, деревни Андрейцево и Турыгино, всех дворов в приходе 212, душ мужского пола 644, а женского — 680. В селе имелась земская народная школа.
В конце XIX — начале XX века село являлось центром Быковской волости Суздальского уезда.
С 1929 года село являлось центром Ляховицкого сельсовета Суздальского района, с 1965 года — в составе Селецкого сельсовета.

## Население
| 1859 | 1897 | 1926 |
| ---- | ---- | ---- |
| 457  | 766  | 948  |

| 1859 | 1897 | 1905 | 1926 | 2002 | 2010 | 2021 |
| ---- | ---- | ---- | ---- | ---- | ---- | ---- |
| 457  | ↗766 | ↗793 | ↗948 | ↘123 | ↘96  | →96  |

## Достопримечательности

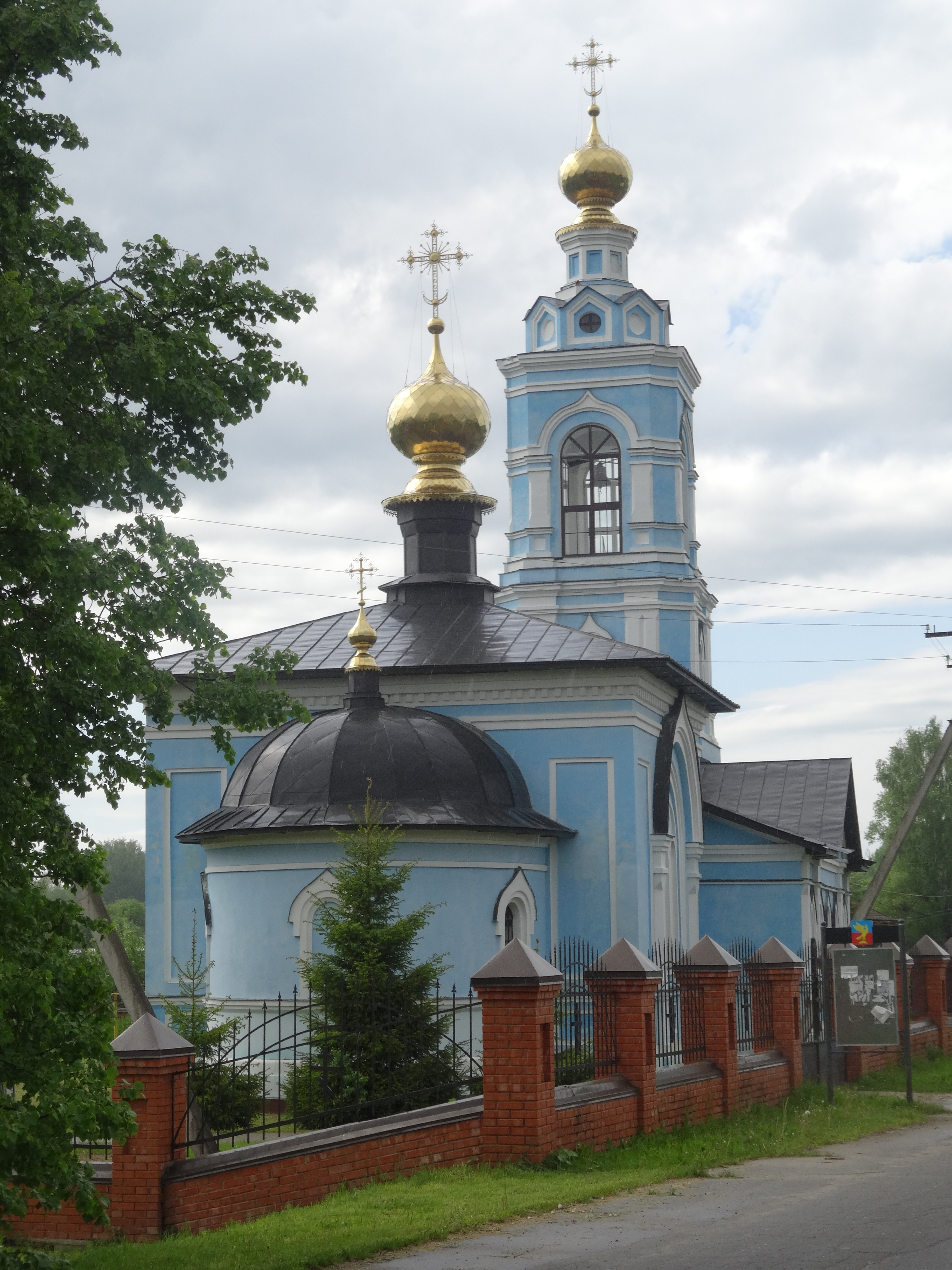

В селе находится действующий храм Бориса и Глеба (1863).